# Caol Uno
Caol Uno (Kanagawa, 8 de maio de 1975, em japonês: Uno Kaoru) é um lutador japonês.

## Carreira
Estreou no artes marciais misturadas (MMA) em 1996 no Shootoo onde perdeu para Hayato "Mach" Sakurai. Em 2001 integrou o Ultimate Fighting Championship. Em 2005 estreou no K-1 HERO'S,depois lutou no DREAM onde bateu Mitsuhiro Ishida,grande nome da época. Em 2009 fez sua reestreia pelo UFC tendo perdido para o veterano Spencer Fisher por decisão Unânime.